# مزانشیم
مزانشیم (انگلیسی: Mesenchyme) نوعی بافت همبند جنینی است که از سلول‌های تمایز نیافته سازماندهی شده و باعث ایجاد رگ خونی و رگ لنفی، استخوان و بافت ماهیچه‌ای می‌شود.
بافت همبند جنینی انسان در بیشتر حیوانات پرسلولی نیز دیده می‌شود. مزانشیم از سلول‌های جدا شده از برگچه‌های اولیه جنینی ایجاد می‌شود. در دوره اولیه از سلول‌های بیرون زده متحرک تشکیل شده است که بعداً به هم متصل می‌شوند و یک شبکه یا تجمع ایجاد می‌کنند. از اندودرم، مزودرم و اکتودرم تشکیل می‌شود. مزانشیم موجود در مهره‌داران در بافت پیوندی مزانشیمی آندودرم انسان، رگ خونی، عناصر فیبری، ماهیچه‌های صاف،  هسته خارج رحمی، بند ناف، بخشی از پوست. گاهی اوقات فیبروبلاست، سلول‌های شبکیه نامیده می‌شود.

## ساختار
مزانشیم از نظر ریخت‌شناسی با یک ماتریکس از مواد زمینه‌ای حاوی یک مجموعه شل از الیاف شبکیه و سلول‌های بنیادی مزانشیمی غیر تخصصی مشخص می‌شود. سلول‌های مزانشیمی بر خلاف سلول‌های اپی‌تلیال که فاقد تحرک هستند، می‌توانند به راحتی مهاجرت کنند، در ورقه‌های بسیار چسبیده سازماندهی شده و در جهت آپیکال پایه قطبی می‌شوند.در این بافت ، ما ماتریکس خارج سلولی فوق العاده اسیدوفیل می‌بینیم (به علت اسید هیالورونیک یا ژله وارتون) و به این بافت ، بافت همبند موکوسی مزانشیمی گویند.رشته های کلاژن منشعب به میزان بسیار کم و حالت جارومانند دیده می‌شوند. دارای سلولهای فراوانی است

## گسترش
مزانشیم از مزودرم سرچشمه می‌گیرد. از مزودرم، مزانشیم به عنوان یک "سوپ" اولیه جنینی ظاهر می‌شود.  این "سوپ" به عنوان ترکیبی از سلول‌های مزانشیمی به همراه مایع سروز به همراه بسیاری از پروتئین‌های گوناگون بافت وجود دارد. مایع سروزی به طور معمول دارای بسیاری از عناصر سروز مانند سدیم و کلرید است.  مزانشیم به بافت‌های سامانه لنفاوی و گردش خون و همچنین سامانه اسکلتی ماهیچه‌ای گسترش می‌یابد. مزانشیم به عنوان یکی از بافت‌های همبند موجود در سراسر بدن مانند استخوان، ماهیچه و غضروف مشخص می‌شود. سرطان بدخیم سلول‌های مزانشیمی نوعی سارکوم است.